# سونيت 15
السونيتة 15 هي إحدى 154 سونيتة التي كتبها الشاعر والكاتب المسرحي الإنجليزي وليم شكسبير. تُشكِّل السونيت 15 ثنائية مع السونيت 16، إذ تبدأ السونيتة 16 بكلمة «لكن...»، مما يجعلها جزءًا من سونيتات الإنجاب، على الرغم من عدم احتوائها على دعوة مباشرة للإنجاب. تُدرج هذه السونيتة ضمن مجموعة السونيتات الخاصة بالشاب الجميل.

## الملخص
تُعرف السونيتة 15 أيضًا باسم «عندما أفكر مليّاً في كل ما ينمو» (بالإنجليزية: When I consider every thing that grows)‏، وتعد واحدة من السونيتات التي كتبها الشاعر الإنجليزي وليم شكسبير، وهي ضمن مجموعة «الشاب الجميل» التي تغطي تقليديًا السونيتات من 1 إلى 126، والتي تُعبّر عن «حب مثالي ومؤلم أحيانًا لشاب جميل ورفيع النسب». تقع السونيتة ضمن تصنيف فرعي يُعرف بسونيتات الإنجاب.
وفقًا للباحثة فندلر، تُعتبر السونيتة 15 أول عمل يطبّق فيه شكسبير رؤيته العميقة والشاملة للكون، والتي تُناسب أكثر الفلسفة من قصيدة حب. يبدأ شكسبير القصيدة بمتحدث ينظر إلى الحياة «من منظور النجوم في الأعلى، وفي الوقت ذاته من منظور بشري عاجز من الأسفل». تتناول القصيدة لاحقًا فكرة «قراءة استعادية لفعل التغليف» التي تشير إلى تخليد الشاب الجميل، وهي الفكرة التي تستمر في السونيت 16.

## السياق
تقع السونيت 15 ضمن مجموعة السونيتات الخاصة بالشاب الجميل، أو السونيتات من 1 إلى 126، كما هو موضح في طبعة الكوارتي لعام 1609، والتي قُسمت إلى جزأين: الأول يتناول شابًا جميلًا، والثاني امرأة. هذه المجموعة تبرز مشاعر «الشوق، والغيرة، والخوف من الفراق، مع تلميحات إلى الرغبة واللوعة».
يوضح البروفيسور مايكل شونفيلدت من جامعة ميشيغان أن سونيتات الشاب الجميل تعبّر عن «حب مثلي قوي»، إلا أن طبيعة هذا الحب تبقى غير واضحة. يرى بعض النقاد أن اللغة الرومانسية المستخدمة في هذه المجموعة تمثّل «تجسيدًا جريئًا لمشاعر عشق مثلية»، وقد اعتبر آخرون أن هذه العلاقة علاقة حب أفلاطوني.
تبدأ المجموعة بسونيتات الإنجاب، من السونيتة 1 إلى 17. وهذه المجموعة تتميز بـ«اهتمام بفئة الذاكرة وتعقيداتها المتعددة». تقع السونيت 15 قرب نهاية هذا القسم، حيث يقدم الشاعر فكرة «تخليد محبوبه في الشعر» بدلاً من الإنجاب، وهي فكرة تستمر في السونيتتين 16 و17.

## البنية
السونيتة 15 تتبع بنية السونيتة الإنجليزية التقليدية الشكسبيرية. تتكون سونيتات شكسبير من «أربعة عشر بيتًا بإيقاع خماسي التفعيلة»، موزعة في ثلاثة مقاطع رباعية يتبعها مقطع ثنائي، مع نمط قافية abab cdcd efef gg. كما تحتوي السونيتة على فولتا أو انعطاف في الموضوع يبدأ في المقطع الثالث.
أثار السطر الرابع جدلًا حول الإيقاع. حيث رأى ستيفن بوث أنه «يستدعي أن يُنطق كخط من اثني عشر مقطعًا بستة ضغوط»، بينما يرى بيتر جروفز أن رأي بوث يعكس رغبة شخصية في هذا النطق، مما يدفعه لرفضه.

## الشرح
تشكل السونيت 15 جزءًا من مرحلة انتقالية بين سونيتات الإنجاب المبكرة، حيث يدعو المتكلم المحبوب لإنجاب الأطفال كوسيلة لنسخ نفسه والوصول إلى الخلود، وبين السونيتات اللاحقة التي يؤكد فيها المتكلم على قوة «الأسطر الأبدية» التي يكتبها في تخليد المحبوب. يلاحظ ستيفن بوث، أستاذ فخري بجامعة كاليفورنيا في بيركلي، أن «الخط الفاصل بين سونيتات الإنجاب والسونيتات من 18 إلى 126» يتسم بـ«عدم الوضوح»، ولكنه يضيف أن السطر الختامي في السونيتة 15 «فكلما أخذ منك، أَضَقتُ أنا من جديد إليك» (15.14) هو «أول ادعاء تقليدي حول قوة الشعر في تحقيق الخلود». ويستمر هذا الموضوع حول خلود الشعر في السونيتات اللاحقة، بما في ذلك السطر الختامي للسونيتة 17 «أما لو كان لك وقتئذ طفل على الأرض يسري / فإنك تحيا عندئذ مرتين، واحدة فيه والأخرى في شعري» وفي الأبيات الأخيرة للسونيت 18 «ولا الموت يستطيع أن يطويك في ظلاله / عندما تكبر مع الزمن في الأسطر الخالدة / فما دامت للبشر أنفاس تتردد وعيون ترى / سيبقى هذا الشعر حياً، وفيه لك حياة أخرى». وفي السطر الأخير من السونيت 19 «سيبقى حبي حيا في قصائدي، وشابا إلى الأبد».
يرى جوزيف بيكيني، وهو أستاذ فخري للأدب الإنجليزي بجامعة ولاية نيويورك في ستوني بروك ومؤلف كتاب «مثل هذا هو حبي: دراسة عن سونيتات شكسبير» أن هذه الطريقة الجديدة في تحقيق الخلود توفر للمتكلم «وسيلة بديلة لإنقاذ المحبوب، وسيلة تحت سيطرته الكاملة ومستقلة عن الوسائل البيولوجية التي تتطلب من الشاب إنجاب الأطفال من واحدة من تلك الفتيات المتحمسات.»  ويضيف أن هذا قد يشير إلى «تعاظم حب البطل، وبما أنه مولود ومغذى بالجمال، فإن طابعه عاطفي». 
كما تؤسس السونيتة 15 لفكرة «كل شيء في حرب مع الزمن من أجل حبك» (15.13)، تتواصل هذه الفكرة بشكل جاد في السونيت 19 حين يتحدى «الزمن المفترس» «في محاولة للحفاظ على صديقه»، أي المحبوب، «سليمًا».
وفقًا لـ كروسمن، يذكر الشاعر ويستن هيو أودن في مقدمته أن السونيت 15 دليل على أن السونيتات ليست مرتبة بترتيب زمني، ومع ذلك، يشير كروسمن إلى أن «السونيتات من 12 إلى 15 تشكل مشاهد صغيرة يتأمل فيها الشاعر تأثير رحيل الشاب على نفسه دون أن يترك نسخة منه؛ ويطور شكسبير في السونيت 15 استراتيجية للتعامل مع هذه المخاوف—وهي أن يخلق نسخًا من محبوبه في الشعر». وتتقدم هذه الفكرة بشكل أكبر مع شونفيلدت الذي صرح بأن «شكسبير يتعهد بالدخول في حرب مع الزمن (السطر 13) في شعره. والذي يُكمل بجدية في السونيت 19 عندما «يتحدى الزمن، العدو الذي يلتهم كل شيء» في محاولة للحفاظ على صديقه، أي المخاطَب»، ومع ذلك، يعترف شكسبير بأن هذه الحلول الجديدة غير كاملة: توضح أليسون سكوت أن «الشاعر المتكلم يعترف مرارًا بأن الفن لا يستطيع تقديم 'نسخة' مثالية من الشاب، وهذه الملاحظة تؤثر على وعده بتخليد محبوبه في الشعر».

## التفسيرات
- ماريان جان باتيست، لألبوم التجميع لعام 2002، عندما يتحدث الحب

## وصلات خارجية
- شرح وتحليل (سونيتات شكسبير)
- إعادة صياغة وتحليل (شكسبير على الإنترنت)